# 香港プレミアリーグ
香港プレミアリーグ （ほんこんプレミアリーグ、繁体字: 香港超級聯賽、略称: 港超聯、英語: Hong Kong Premier League、略称: HKPL）は、香港サッカー協会が主催している、香港におけるプロサッカーの最上位リーグである。
2014-15シーズンから、香港ファーストディビジョンリーグに替わって香港のトップディビジョンのサッカーリーグとなっている。

## 歴史

### リーグ設立
「香港プレミアリーグ」のコンセプトの初見は1980年代まで遡る。当時の強豪チームのセイコーのオーナー黄創山が提出した香港プレミアリーグの設立で、すべてのサッカーチームはスポンサーをチーム名として、各チームの外国籍選手の下限を6人とし、現在主流の上限についても設けていた。黄創山のこのコンセプトは、イングランド・プレミアリーグ成立前の提案であった。
2007年、アジアサッカー協会はアジアクラブ選手権改革の為、アジア協会参加各国リーグの再評価をした。香港は2007年4月に協会関係者が来港、当時トップリーグの香港ファーストディビジョンリーグの試合を視察。しかし協会側での香港リーグの評価はいまひとつで、2009年改革後のアジアチャンピオンリーグでの本選出場枠獲得はならなかった。2008年には協会側の評価を受け、サッカー協会からリーグの運営委員会の独立を協会が承認、その後香港ファーストディビジョンリーグの一部のチームは「香港プロリーグ株式会社準備委員会」を設立、協会側への説明を行ったが、当時会長の梁孔徳は説明が簡単な物で詳細な計画がなされていないとした。香港サッカー協会は計画の一部の試行を提案、2009-10シーズンの開幕前にコミュニティシールドを開催したが、協会から独立したプロリーグやリーグ委員会正式な設立は行われなかった。
2009年、香港サッカー界は次々に好成績を上げた。例えば、東アジアサッカー選手権2010では北朝鮮を下し決勝ラウンドに進出、AFC杯では南華が4強に進出し、会場も全試合満員、香港五輪代表チームは12月の東アジア競技大会で歴史的な金メダルを獲得した。香港政府は市民の高まるサッカー発展への要求に対応し、2010年3月11日 立法会の会議を通じて、民政事務局はサッカー発展の為の「鳳凰計画」に対するコンサルタントの報告書を発布した。
香港サッカー協会は「鳳凰計画」に対する報告に基づき、顧問団の招集と改革の草案作成と報告を行い、2011年2月11日開催のコミッショナー会議において、先に報告された顧問団草案を原則として同意および支援をすることで決定した旨が報告された。2011年4月14香港サッカー協会は特別会員大会を招集、憲章の一部改訂と「鳳凰計画」による改革の実施を参加84人満場一致で採択、2012年より香港プレミアリーグの開催を目指すこととした。
香港プレミアリーグは2012-13シーズンを初回開催とし、参加12チーム、初回は降格を行わず年毎にチーム数を増やすとした。
2011年5月11日香港サッカー協会はその年3回目となるファーストディビジョン座談会を開催、2011-12シーズンをトップディビジョンとして最後ファーストディビジョンとし、昇格4、降格2チームとして、初回の香港プレミアリーグは最後のファーストディビジョンの上位8チームに、セカンドディビジョン上位2チームを加えた10チームで構成する。またプレミアリーグに参加する全てのチームは13歳から18歳の選手が所属するユースチームを置き、ユースリーグの開催をもってリサーブリーグの代替とすることが提議された。
「鳳凰計画」の計画変更に伴い、香港プロリーグ開幕を2014-15シーズンに変更、2012-13年シーズンのファーストディビジョンは昇格4降格2チームであったのを、昇格3降格1チームに変更、つまり12-13年シーズンの上位9チームにセカンドディビジョンリーグの上位3チームを加え、最後のファーストディビジョンは12チームで行い、2013-14シーズンの香港セカンドディビジョンリーグ11チームにセカンドディビジョンリーグ優勝チームを加えて、初回のプレミアリーグ参加12チームとすることとした。
しかし元々ファーストディビジョンに所属していた南区、晨曦、公民はプレミアリーグのシステムに不満であるとし、初回のプレミアリーグ参加を拒否、本来参加するチーム数を下回る7チーム、傑志、南華、太陽ペガサス、香港レンジャーズ、東方、天行元朗、横浜FC（香港）に昇格した和富大埔、黄大仙を加え、初の香港プレミアリーグ参加を9チームとした。

### リーグ開幕
2014年8月21日、香港サッカー協会理事長梁孔徳、同CEO薛基輔が香港プレミアリーグ開催のプレスリリースをし、香港プレミアリーグが正式に発足した。開幕戦は2014年9月12日、傑志対和富大埔であった。2015年5月2日、傑志がアウェイで和富大埔に3対3で引き分け、傑志が初代優勝クラブとなった。

### 現在
2019-20シーズンは新型コロナウイルス対策のため、第11週以降の日程が中止または延期となり、延期に応じた6チームのみで2020年9-10月に14試合が開催された。

## 所属クラブ
香港プレミアリーグ参加には、香港サッカー協会発行の「香港クラブライセンス」の申請を行い、取得したチームのみが参加出来る。初回大会は9チームが審査を通過し、ライセンスが発行され参加した。2023-24シーズンに参加したのは以下の11チームである。
| チーム名                               | 英語名                       | 前回 の実績   |
| -------------------------------------- | ---------------------------- | ------------- |
| 傑志體育會                             | Kitchee SC                   | 1             |
| 理文足球会                             | Lee Man                      | 2             |
| 香港流浪足球會(香港流浪足球会)         | Hong Kong Rangers            | 3             |
| 東方足球隊                             | Eastern AA                   | 4             |
| 南區足球會(南区足球会)                 | Southern District FC         | 5             |
| 香港足球會(香港足球会)                 | Hong Kong Football Club      | 6             |
| 大埔足球會(大埔足球会)                 | Tai Po                       | 7             |
| 晉峰足球會(晋峯足球会)                 | Resources Capital FC         | 8             |
| 深水埗體育會足球隊(深水埗体育会足球隊) | Sham Shui Po SA              | 9             |
| 香港U23足球隊(香港U23足球隊)           | HK U23                       | 10            |
| 北區足球會(北区足球会)                 | North District Football Club | 港甲，第 3 位 |

スーパーリーグチームを退団した
| チーム名                       | 英語名               | 前回 の実績 |
| ------------------------------ | -------------------- | ----------- |
| 富力足球                       | R&F (Hong Kong)      | 3           |
| 香港飛馬足球隊(香港飛馬足球隊) | Hong Kong Pegasus FC | 4           |
| 元朗足球隊                     | Yuen Long            |             |
| 愉園體育會(愉園体育会)         | Happy Valley         | 8           |

## 大会形式
香港プレミアリーグは2順の総当たり戦である。優勝チームは翌シーズンのAFC主催大会出場が可能で、AFCクラブライセンスを保有するチームは、AFCチャンピオンズリーグ予選に出場が可能で、現状ライセンスを保有しているのは南華、傑志の2チームである。
リーグ準優勝、シニアシールド、香港リーグカップ、香港協会杯優勝チームはプレミアリーグプレーオフ戦参加資格を得て（空席がある場合はリーグ戦上位チームが出場）、AFCカップ出場枠を争う。入れ替えについては昇格1、降格1チームとし、最下位チームが降格、2部リーグ首位が昇格する。

## スタジアム
2019-20シーズン時点
| 香港レンジャーズ | 愉園体育会   | 東方足球隊   | 傑志SC     | 理文足球会           |
| ---------------- | ------------ | ------------ | ---------- | -------------------- |
| 屯門鄧肇堅運動場 | 斧山道運動場 | 将軍澳運動場 | 旺角大球場 | 深水埗運動場         |
| 収容能力: 2,500  | 2,200        | 3,500        | 6,664      | 2,194                |
|                  |              |              |            |                      |
| 香港ペガサス     | 南区FC       | 大埔足球会   | 元朗足球会 | 富力R&F              |
| 香港大球場       | 旺角大球場   | 大埔運動場   | 元朗大球場 | 燕子崗スタジアムなど |
| 40,000           | 6,664        | 3,200        | 5,000      | 2,000                |
|                  |              |              |            |                      |